# Sočanska armija
Sočanska armija (njem. Isonzo armee) je bila vojna formacija austrougarske vojske u Prvom svjetskom ratu. Tijekom Prvog svjetskog rata djelovala je na Talijanskom bojištu.

## Povijest
Sočanska armija formirana je 24. svibnja 1917. godine na Talijanskom bojištu tijekom Desete bitke na Soči. Armija je formirana na osnovi jedinica dotadašnje 5. armije, te je preuzela sve jedinice koje su bile u sastavu navedene armije. Nakon osnivanja armija se sastojala od šest korpusa i to VII. korpusa, XIV. korpusa, XV. korpusa, XVI. korpusa, XVII. korpusa i XXIII. korpusa. Zapovjednikom armije imenovan je general pukovnik Svetozar Borojević koji je do tada zapovijedao 5. armijom.

Odmah po formiranju Sočanska armija sudjeluje u Desetoj bitci na Soči (10. svibnja – 8. lipnja 1917.) tijekom koje je, kako je ranije navedeno, i formirana. U navedenoj bitci talijanske jedinice snažno su napale i uspjele potisnuti austrougarske posebice na lijevom krilu armije. Međutim, 4. lipnja 1917. Sočanska armija je krenula u protunapad u kojem je vratila gotovo sve položaje koji su bili izgubljeni u talijanskoj ofenzivi. Novi talijanski napad na Soči uslijedio je vrlo brzo. U Jedanaestoj bitci na Soči (18. kolovoza – 12. rujna 1917.) Talijani su topništvom snažno napali jedinice Sočanske armije, te su uspjeli prebaciti pet divizija preko Soče. Također, uspjeli su zauzeti gotovo cijelu Banjičku visoravan tako da je prijetio proboj fronta. Talijanski pritisak je međutim, 23. kolovoza oslabio što je omogućilo austrougarskom zapovjedništvu da konsolidira položaje. Tijekom bitke Sočanska armija je 25. kolovoza 1917. rasformirana, te su na osnovi njezinih jedinica formirane 1. sočanska armija pod zapovjedništvom general pukovnika Wenzela von Wurma i 2. sočanska armija pod zapovjedništvom generala pješaštva Johanna von Henriqueza.

## Ponovno formiranje
Sočanska armija je ponovno formirana 6. siječnja 1918. nakon Kobaridske ofenzive, te je nastala spajanjem 1. i 2. sočanske armije. Zapovjednikom sada jedinstvene Sočanske armije imenovan je general pukovnik Wenzel von Wurm, dotadašnji zapovjednik 1. sočanske armije. Nakon formiranja armija je u svom sastavu imala četiri korpusa i to IV. korpus, VII. korpus, XVI. korpus i XXIII. korpus, te se nalazila u sastavu Grupe armija Borojević.
U lipnju 1918. Sočanska armija sudjeluje u Bitci na Piavi (15. lipnja – 23. lipnja 1918.) kojom se pokušalo Italiju izbaciti iz rata. Na početku ofenzive jedinice Sočanske armije postižu određene uspjehe, posebice XXIII. korpus koji je na svom dijelu bojišta uspio prijeći Piavu i uspostaviti mostobran. Međutim, na glavnom pravcu napada Sočanske armije nisu postignuti nikakvi značajniji uspjesi jer je IV. korpus jedva uspio prijeći rijeku, dok XVI. korpusu nije pošlo za rukom niti to. Ipak, do 17. lipnja IV., VII. i XXIII. korpus su uspjeli prijeći Piavu i povezati međusobno odvojene mostobrane u jedan jedinstveni širine oko 20 km. Međutim, Piava je naglo zbog kiša nabujala, te je dijelom ona, a dijelom nadmoćno talijansko topništvo porušilo pontonske mostove kojima su se mostobrani opskrbljivali. Ofenziva je morala biti obustavljena, te su mostobrani 20. lipnja morali biti napušteni.
Sredinom listopada 1918. u sastav Sočanske armije ulazi XXII. korpus. Ubrzo nakon toga Sočanska armija sudjeluje u Bitci kod Vittoria Veneta (24. listopada – 3. studenog 1918.), završnoj bitci rata na Talijanskom bojištu. Položaji Sočanske armije snažno su 24. listopada napadnuti od strane talijanske 3. i 10. armije, te je armija ubrzo prisiljena na povlačenje koje su ubrzo pretvorilo u paničan bijeg. Sočanska armija prestala je postojati nakon potpisivanja primirja 3. studenog 1918. i raspada austrougarske vojske.

## Zapovjednici
Svetozar Borojević (24. svibnja 1917. – 23. kolovoza 1917.)

Wenzel von Wurm (6. siječnja 1918. – 4. studenog 1918.)

## Načelnici stožera
Aurel von Le Beau (24. svibnja 1917. – 23. kolovoza 1917.)

Theodor Körner (6. siječnja 1918. – 4. studenog 1918.)

## Bitke
Deseta bitka na Soči (10. svibnja – 8. lipnja 1917.)

Jedanaesta bitka na Soči (18. kolovoza – 12. rujna 1917.)

Bitka na Piavi (15. lipnja – 23. lipnja 1918.)

Bitka kod Vittoria Veneta (24. listopada – 3. studenog 1918.)

## Sastav
- lipanj 1917.: VII. korpus, XV. korpus, XVI. korpus, XVII. korpus, XXIII. korpus, XXIV. korpus
- kolovoz 1917.: VII. korpus, XV. korpus, XVI. korpus, XXIII. korpus, XXIV. korpus
- prosinac 1917.: IV. korpus, VII. korpus, XVI. korpus, XXIII. korpus
- lipanj 1918.: IV. korpus, VII. korpus, XVI. korpus, XXIII. korpus
- kolovoz 1918.: IV. korpus, VII. korpus, XVI. korpus, XXIII. korpus
- listopad 1918.: IV. korpus, VII. korpus, XVI. korpus, XXII. korpus, XXIII. korpusWenzel von Wurm, zapovjednik Sočanske armije od siječnja 1918.

## Vojni raspored Sočanske armije u Bitci na Piavi
Zapovjednik: general pukovnik Wenzel von Wurm

- XVI. korpus (genpj. Rudolf Kralicek)
  - 33. pješačka divizija (podmrš. Iwanski)
  - 58. pješačka divizija (podmrš. Zeidler)
  - 46. zaštitna divizija (podmrš. Urbanski)

- IV. korpus (genkonj. Alois Schönburg-Hartenstein)
  - 64. honvedska divizija (podmrš. Seide)
  - 70. honvedska divizija (genboj. Berzeviczy)
  - 29. pješačka divizija (podmrš. Steiger)

- VII. korpus (genpj. Georg Schariczer)
  - 14. pješačka divizija (podmrš. Szende)
  - 24. pješačka divizija (podmrš. Urbarz)
  - 9. konjička divizija (podmrš. von Le Gay)
  - 44. zaštitna divizija (podmrš. Schönauer)

- XXIII. korpus (genpj. Maximilian Csicserics)
  - 12. pješačka divizija (podmrš. Puchalski)
  - 10. pješačka divizija (podmrš. Gologorski)
  - 1. konjička divizija (genboj. Habermann)

- Armijska pričuva
  - 57. pješačka divizija (podmrš. Hronzky)

## Vojni raspored Sočanske armije u Bitci kod Vittoria Veneta
Zapovjednik: general pukovnik Wenzel von Wurm

- XVI. korpus (genpj. Rudolf Kralicek)
  - 29. pješačka divizija (podmrš. Berndt)
  - 7. pješačka divizija (podmrš. Baumgartner)

- IV. korpus (gentop. Arpad Tamasy)
  - 64. honvedska divizija (podmrš. Seide)
  - 70. honvedska divizija (genboj. Berzeviczy)
  - 8. konjička divizija (genboj. Dokonal)

- VII. korpus (genpj. Georg Schariczer)
  - 33. pješačka divizija (podmrš. Iwanski)
  - 12. pješačka divizija (genpj. Waitzendorfer)
  - 24. pješačka divizija (podmrš. Urbarz)

- XXIII. korpus (genpj. Maximilian Csicserics)
  - 46. zaštitna divizija (genboj. Fischer)
  - 58. pješačka divizija (genboj. Wolf)

- XXII. korpus (genpj. Ernst Kletter)
  - 14. pješačka divizija (podmrš. Szende)
  - 2. pješačka divizija (podmrš. Jemrich)

- Armijska pričuva
  - 57. pješačka divizija (podmrš. Hrozny)
  - 26. zaštitna divizija (podmrš. Podhajsky)

## Vanjske poveznice
(eng.) Sočanska armija na stranici Austrianphilately.com  Arhivirana inačica izvorne stranice od 20. ožujka 2021. (Wayback Machine)

(eng.) Sočanska armija na stranici Austro-Hungarian-Army.co.uk